# Planty Wielickie
Planty Wielickie – park miejski w Wieliczce znajdujący na Rynku Dolnym.

## Obiekty
W parku i obok niego znajdują się:
- Pomnik Adama Mickiewicza
- Zamek Żupny
- Pomnik Odrodzenia Polski
- Kościół św. Klemensa

## Galeria

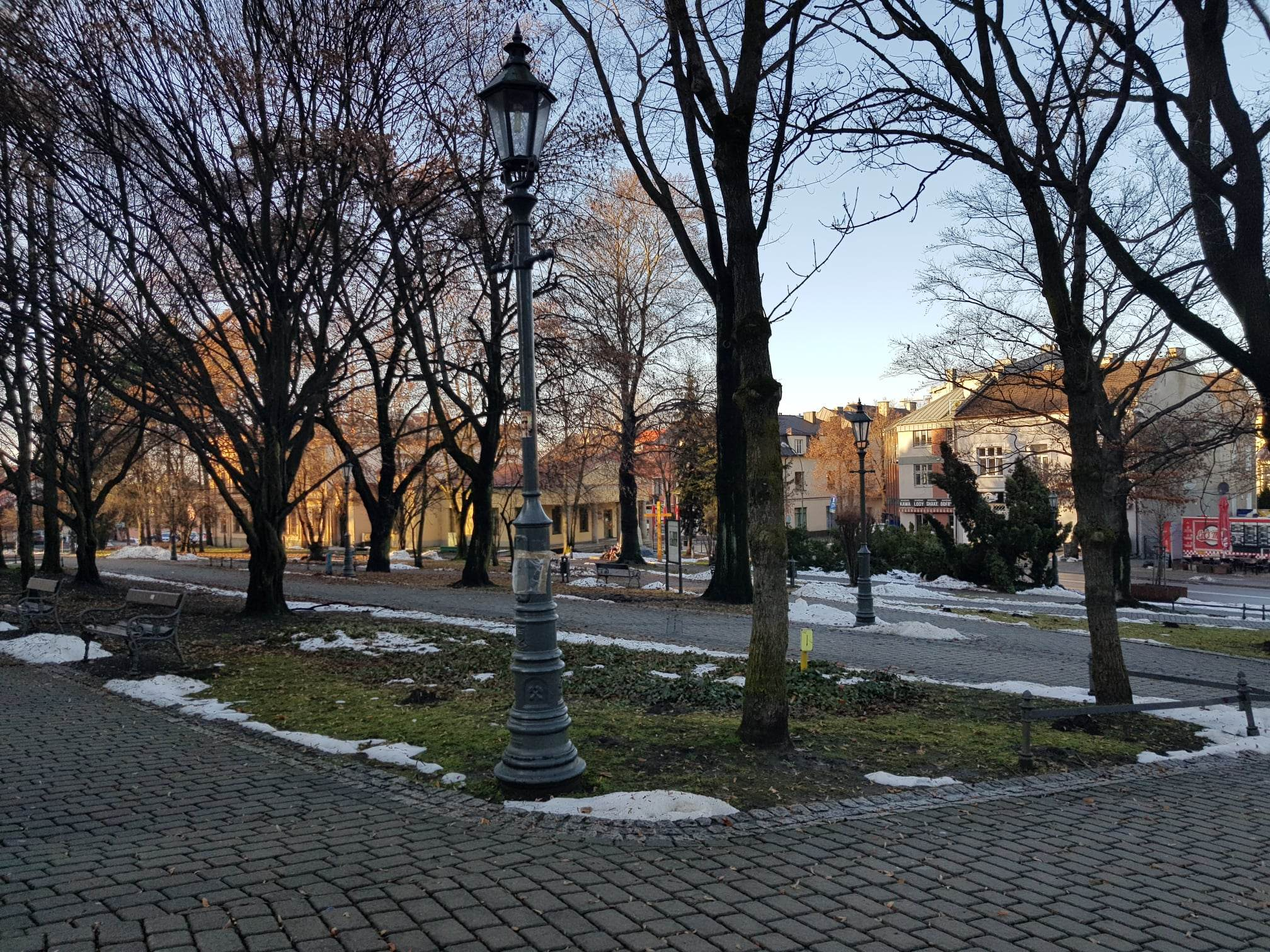
Wejście od ulicy Zamkowej
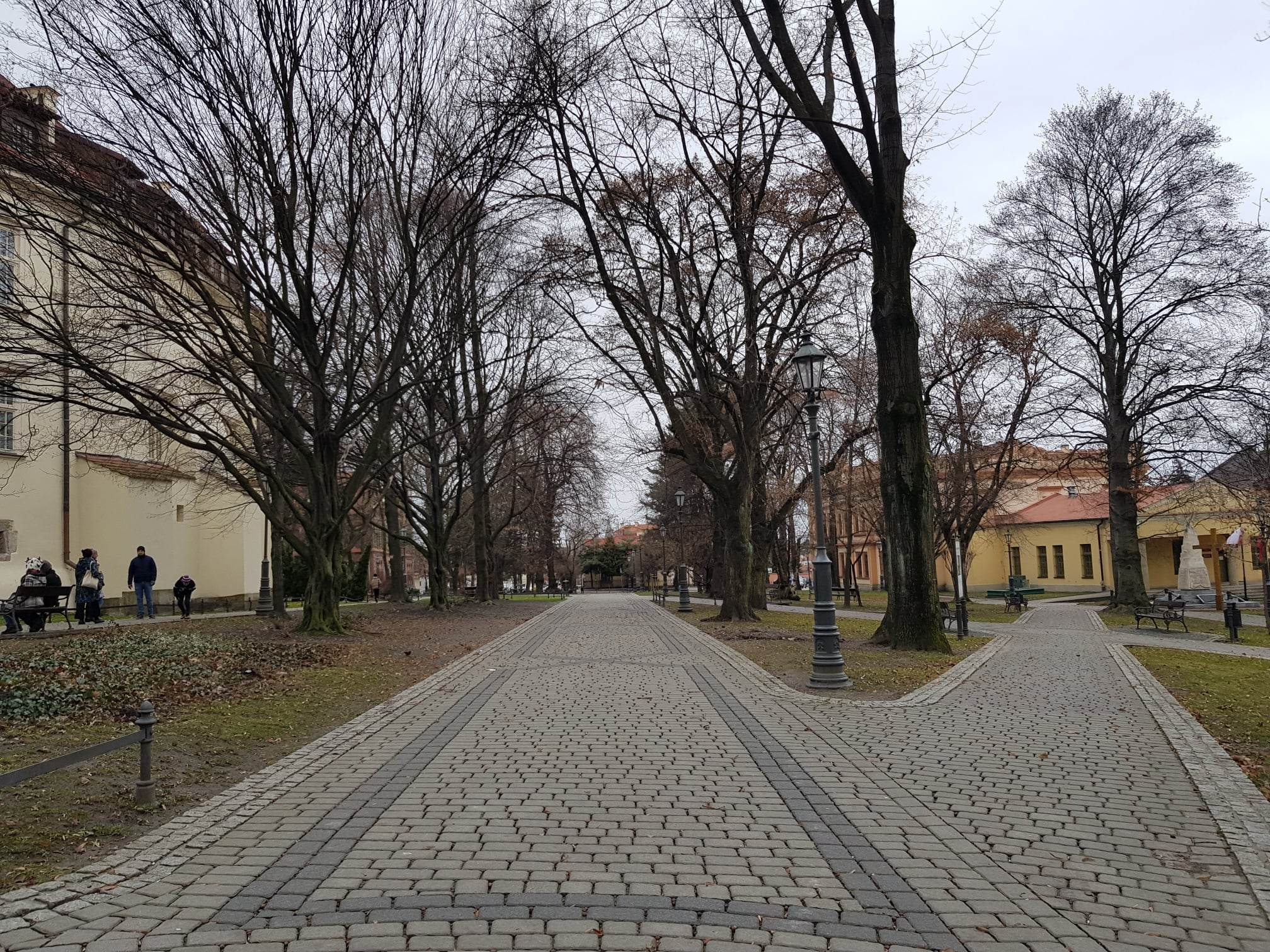
Główna alejka plant
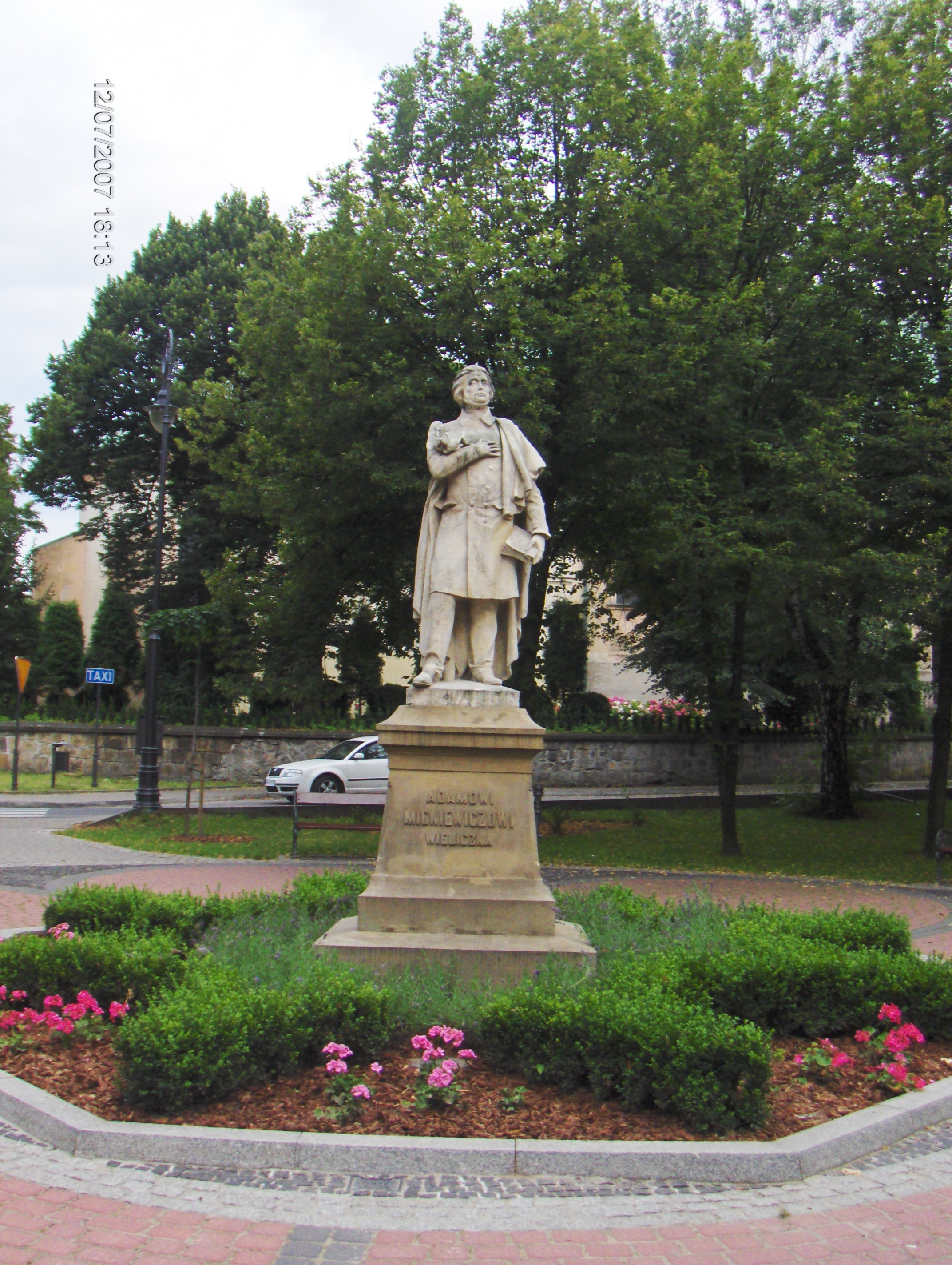
Pomnik Adama Mickiewicza